# نیروی دریایی پادشاهی بریتانیا

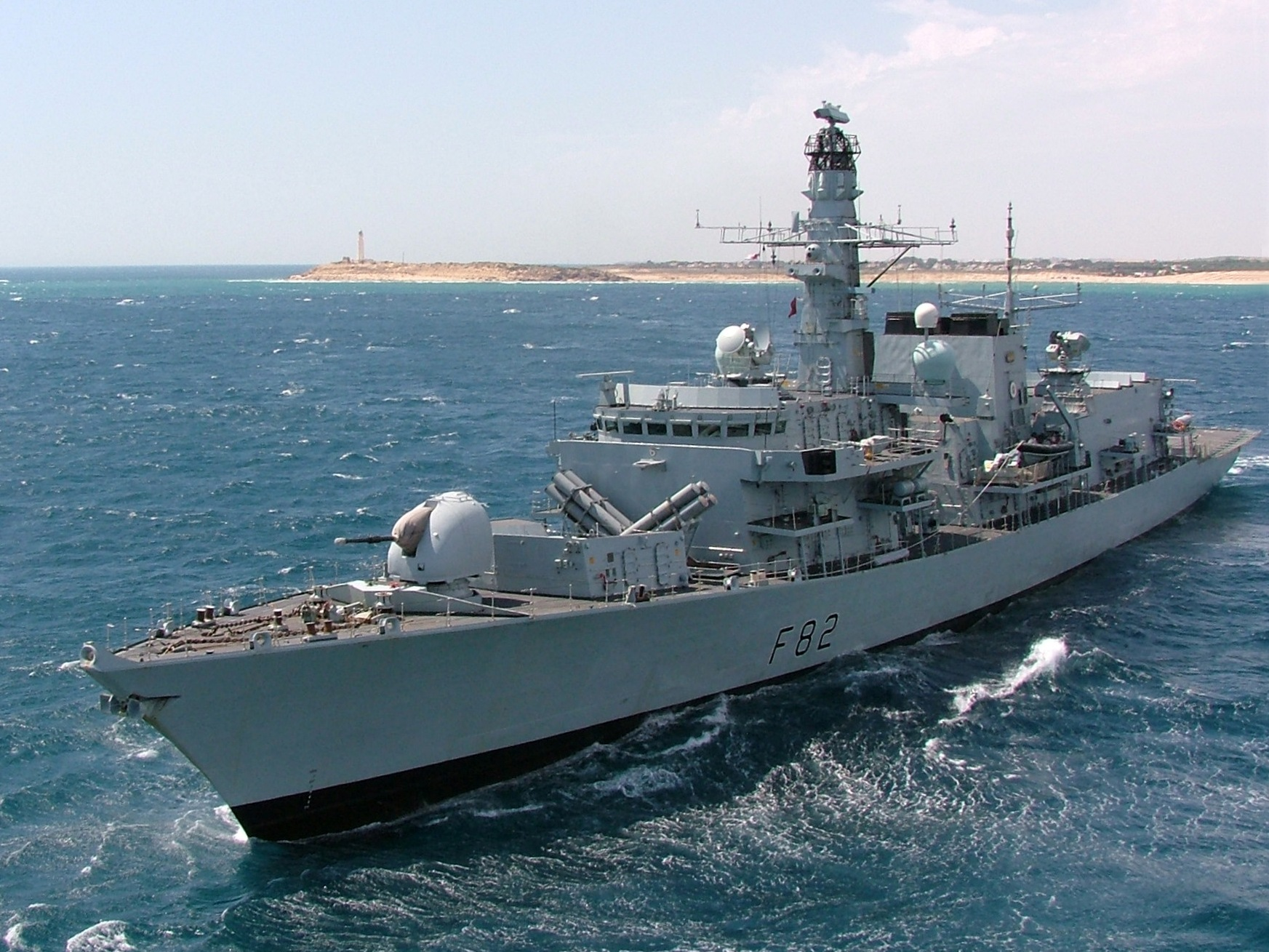
ناو تیپ ۲۳ نیروی دریایی پادشاهی بریتانیا

نیروی دریایی پادشاهی بریتانیا (به انگلیسی: Royal Navy) قدیمی‌ترین شاخه از نیروهای مسلح بریتانیا است. از اوایل سده هجدهم تا اواسط سده بیستم میلادی، نیروی دریایی پادشاهی بریتانیا، قدرتمندترین نیروی دریایی در تمام جهان بود. ایجاد این نیرو در امپراتوری بریتانیا مانند نواختن یک بخش کلیدی بود چرا که به وسیله آن، امپراتوری بریتانیا از سال ۱۸۱۵ میلادی تا نزدیک به ۱۹۴۰ میلادی، بر تمامی اقیانوس‌های جهان چیره بود. در طول جنگ جهانی دوم، نیروی دریایی پادشاهی بریتانیا، از نزدیک به ۹۰۰ کشتی جنگی استفاده می‌کرد. هم چنین در طول جنگ سرد، نیروی دریایی پادشاهی بریتانیا، بیش‌تر به یک نیروی پاد (ضد) زیردریایی تبدیل گشته بود و فعالیت زیردریایی‌های اتحاد جماهیر شوروی را رصد می‌کرد. نیروی دریایی پادشاهی بریتانیا، یکی از بهترین‌ها در اروپا و جهان محسوب می‌شود.

## تاریخچه
تاریخ رسمی نیروی دریایی پادشاهی با تأسیس آن توسط هنری هشتم در سال ۱۵۴۶ آغاز شد. تجسم مدرن این نهاد دوباره به عنوان نیروی دریایی ملی پادشاهی انگلستان در سال ۱۶۶۰، پس از بازگرداندن پادشاه چارلز دوم به تاج و تخت، ظهور کرد. با این حال برای بیش از هزار سال قبل از آن، نیروهای دریایی انگلیسی وجود داشتند که از نظر نوع و سازمان متفاوت بودند. در سال ۱۷۰۷، نیروی دریایی پس از اتحاد بین انگلستان و اسکاتلند به نیروی دریایی پادشاهی بریتانیا تبدیل شد.
قبل از ایجاد نیروی دریایی پادشاهی، نیروی دریایی انگلستان لحظه شکل‌گیری مشخصی نداشت. این نیرو به‌عنوان مجموعه‌ای متنوع از «کشتی‌های کینگ» در قرون وسطی شروع شد. در طول سده شانزدهم به عنوان یک نیروی دریایی پایا شکل گرفت و در طول ناآرامی‌های سده هفدهم به یک تأسیسات منظم تبدیل شد.

### پادشاهی‌های اولیه انگلیسی
برخی شواهد از ساخت کشتی انگلیسی در دوره آنگلوساکسون در اسنیپ (حدود ۵۵۰) و ساتن هو (حدود ۶۲۵) در دسترس است. شواهد کمی از فعالیت‌های دریایی پادشاهی‌های انگلیسی قبل از اواسط سده نهم وجود دارد اما پادشاه ادوین نورثامبریا (۶۱۶/۷–۶۳۳/۴)، جزیره من و جزیره انگلسی را فتح کرد.
تهدید وایکینگ‌ها به‌طور قابل توجهی در اوایل قرن نهم افزایش یافت و تهاجمات از حدود سال ۸۳۵ به یک تهدید جدی تبدیل شد. در سال ۸۵۱، نیروی بی‌سابقه‌ای از دانمارک‌ها به جنوب انگلستان حمله کردند و حدود ۳۵۰ کشتی را حمل کردند. این نیرو که در داخل کشور لشکرکشی می‌کرد به‌طور قاطع توسط پادشاه اتلولف وسکس در نبرد آکلیا شکست خورد اما یک اقدام دریایی نیز توسط پسر اتلولف، ایتلستان و الدورمن ایلهره در ساندویچ، کنت با تصرف نه کشتی به پیروزی رسید.

### پیش ازجنگ جهانی اول
با تمرکز منابع فرانسه بر نیروی زمینی، اواسط سده هفدهم، نیروی دریایی سلطنتی هلند تنها نیرویی بود که می‌توانست در حالت تهاجمی نیروی دریایی پادشاهی انگلستان را به چالش بکشد. نیروی دریایی پادشاهی انگلستان پس از نبرد بیچی هد در سال ۱۶۹۰ در مقابل فرانسوی‌ها، هیچگاه متحمل یک شکست تعیین‌کننده در دریا نشده‌است.
نیروی دریایی بریتانیا در سال‌های نخست سده هجدهم کشتی‌های جنگی با تعداد بیش از حدی توپ می‌ساخت. این مسئله موجب افزایش وزن کشتی‌ها و در نتیجه کاهش سرعت و فرورفتن زیاد کشتی در آب می‌شد و در شرایط بد آب‌وهوایی ردیف پایین توپ‌های کشتی‌های خط را بلااستفاده می‌کرد. از این رو سال ۱۷۱۹، تصمیم به وضع ابعاد استاندارد گرفته شد که وزن ثابتی برای هر یک از انواع کشتی‌های جنگی مقرر می‌نمود. این تصمیم باعث محدود شدن طراحان بریتانیایی کشتی‌ها به ابعادی ثابت گشت. کشتی‌های فرانسوی در اواخر سده هجدهم بزرگ‌تر و بهتر از کشتی‌های درجه یک بریتانیایی بودند. به هر صورت ابعاد مذکور به تدریج در طول این سده افزایش یافت. بیشتر پیشرفت‌های طراحی کشتی بریتانیایی‌ها در سده هجدهم با به غنیمت گرفتن کشتی‌های اسپانیایی و فرانسوی حاصل گشت. در این هنگام بریتانیایی‌ها مدعی بودند اسپانیایی‌ها، فرانسوی‌ها و بعدها ایتالیایی‌ها کشتی‌هایی می‌سازند که بهتر از توانایی رزم خودشان است. در این حال سابقه گسترده پیروزی‌های دریایی بریتانیا را می‌توان در آموزش، دریانوردی و رهبری بهتر در آن‌ها دید. سال ۱۸۳۲ تمامی محدودیت‌ها از ابعاد و تسلیحات کشتی‌های بریتانیایی برداشته شد. با این حال بریتانیایی‌ها همچنان از فرانسوی‌ها و اسپانیایی‌ها در زمینه کیفیت ساخت کشتی عقب بودند.
از سال ۱۸۸۴ با نگرانی از آمادگی، سازمان و تسلیحات نیروی دریایی پادشاهی بریتانیا، فرایندی از اصلاحات آغاز شد که با تصویب قانون ۱۸۸۹ دفاع دریایی به اوج خود رسید. علاوه بر تأمین بودجه جهت افزایش بزرگی نیروی دریایی، این مصوبه استاندارد دو قدرت را که بر اساس آن نیروی دریایی پادشاهی بریتانیا می‌بایست توانی معادل مجموع توان دریایی دو قدرت جهانی بعدی که در آن زمان روسیه و فرانسه بودند را حفظ می‌کرد، اقتباس نمود. بر این اساس فرماندهی نیروی دریایی پادشاهی موظف به برقراری فرایند ادامه‌دار ساخت کشتی شد. این قانون ساخت ده‌ها کشتی جنگی با مجموع هزینه ۲۱٫۵ میلیون پوند را برنامه‌ریزی کرد. در مراسم جوبیلی الماسی ملکه ویکتوریا در روز ۲۶ ژوئن سال ۱۸۹۷ در بزرگ‌ترین گردهمایی دریایی تاریخ در یک بندرگاه، از ۲۱ نبردناو، ۴۲ رزم‌ناو، ۳۰ ناوشکن، ۲۰ قایق اژدرافکن و ۵۲ شناور دیگر نیروی دریایی پادشاهی بریتانیا، حدود نیمی از مجموع توان آن در اسپیتهد در پورتسموث سان دیده شد. در این زمان نیروی دریایی پادشاهی بریتانیا با بیش از ۳۳۰ کشتی و ۹۲٬۰۰۰ افسر و ملوان، با فاصله بزرگ‌ترین و قدرتمندترین نیروی دریایی جهان بود.
به هر صورت، در این هنگام در حقیقت شناورهای ناوگان دریایی بریتانیا در انواع و اندازه‌های مختلف برای انجام رساندن وظایف آن منسوخ و آسیب‌پذیر شده بودند. نیروی دریایی بریتانیا نتوانسته بود به خوبی خود را با انقلاب صنعتی هماهنگ نگاه دارد. آخرین نوآوری در این نیرو جایگزین کردن بادبان با پیش‌ران بخار در حدود ۲۵ سال پیش بود. از آن زمان با وجود پیشرفت‌های فناورانه در زمینه‌های مختلف، طراحی نبردناوهای بریتانیایی تقریباً بدون تغییر باقی مانده بود.
در سال‌های منتهی به جنگ جهانی اول، درحالیکه قدرت‌های دیگر از جمله امپراتوری آلمان در قالب مسابقه تسلیحاتی، درگیر ایجاد ناوگان‌های رزمی و نمایش قدرت بودند، نیروی دریایی بریتانیا بر مبنای اصول مطرح شده توسط جولیان کوربت و با توجه به وابستگی بریتانیا به واردات مواد غذایی، مواد اولیه و عواید حاصل از تجارت و سرمایه‌گذاری‌های بین‌المللی، راهبرد ملی سلطه جهانی بر دریاها را پیش گرفته بود. مأموریت این نیرو امنیت‌بخشی به اقیانوس‌ها برای تردد تجاری کشتی‌های ساخته‌شده و تحت تملک بریتانیا بود. نتیجتاً قدرت دریایی بالاترین اولویت ملی در بریتانیا به حساب می‌آمد. بدین شکل بریتانیا بودجه نیروی دریایی خود را از ۲۱٫۸ میلیون پوند در سال ۱۸۹۷ به ۳۵٫۵ میلیون پوند در سال ۱۹۰۴ (معادل ۵٫۵ میلیارد پوند در سال ۲۰۲۳) رساند. در این مدت ۲۴ نبردناو جدید به ناوگان خود افزود تا در این زمینه از قدرت رو به افزایش آلمان همچنان جلوتر باشد.
با وجود حصول پیشرفت‌های گسترده فنی، مطالعات تاکتیکی متناسب در نیروی دریایی پادشاهی بریتانیا دچار نقصان بود. این نیرو در سال ۱۹۱۴ همچنان دکترین تاکتیکی جامع، معتبر و عموماً پذیرفته‌شده‌ای جهت عمل در شرایط جدید نداشت. نبردهای اولیه جنگ نیز فایده چندانی در این زمینه به همراه نیاورد. دانشکده جنگ نیروی دریایی پادشاهی بریتانیا که در سال ۱۹۰۰ تأسیس شد، نیز عموماً به آموزش افسران ارشد در ارتباط با چگونگی هدایت ناوگان‌ها می‌پرداخت و توجه کمتری به طرح‌ریزی جنگی داشت. تا سال ۱۹۱۲، هیچ دانشکده ستادی در ارتباط با تاکتیک وجود نداشت. در دوره‌ای حدود یک سده‌، صلح، ابتکار عمل را در رده افسران نیروی دریایی پادشاهی بریتانیا تضعیف کرده بود. آرتور ماردر تاریخدان آمریکایی، این شرایط را بر تقریباً تمامی نیروهای دریایی ملل دیگر نیز در این زمان حاکم می‌داند.

### جنگ‌ جهانی دوم
هنگام آغاز جنگ جهانی دوم در ماه سپتامبر سال ۱۹۳۹، نیروی دریایی پادشاهی بریتانیا هنوز قدرتمندترین نیروی دریایی جهان بود اما تنها ۱۲ نبردناو و ۳ رزم‌ناو داشت. از این تعداد ۱۰ نبردناو از زمان جنگ جهانی اول باقی مانده بودند. این نبردناوها نوسازی شده و بهبود یافته بودند اما همچنان قدیمی به حساب می‌آمدند. به هر صورت با به پا شدن درگیری‌ها، بریتانیا مجبور بود تا دستیابی به شناورهای جدیدتر، از ناوگان قدیمی خود استفاده کند. بیشتر این کشتی‌ها در رزم در مقابل کریگسمارینه (نیروی دریایی آلمان نازی) آسیب دیدند و دو فروند از نبردناوها توسط او-بوت‌های آلمانی غرق شدند.